# وربیسلس
وربیسلس (به فرانسوی: Verbiesles) یک کامین در فرانسه است که در Canton of Chaumont-Sud واقع شده‌است.

## خصوصیات
وربیسلس ۱۱٫۳۶ کیلومترمربع مساحت و ۳۱۸ نفر جمعیت دارد و ۲۸۰ متر بالاتر از سطح دریا واقع شده‌است.